# Rainie Cross
Lorraine "Rainie" Highway (apellido de soltera: Branning , Cross) es un personaje ficticio de la serie de televisión británica EastEnders, interpretada por la actriz Tanya Franks del 2 de agosto de 2007, regresó como personaje invitado en 2008 y 2009. Más tarde regresó a la serie el 12 de abril de 2011 hasta el 8 de diciembre del mismo año. Tanya regresó el 16 de junio de 2014, así como en el 2015. El 19 de enero del 2018 regresó a la serie ajora como parte del elenco principal.

## Biografía
El 19 de enero del 2018 Rainie regresó a Waldford.